# Chick Island
Chick Island ist eine isolierte Felseninsel vor der Sabrina-Küste des ostantarktischen Wilkeslands. Sie liegt etwa 16 km nordöstlich der Henry-Inseln.
Luftaufnahmen der US-amerikanischen Operation Highjump (1946–1947) dienten ihrer Kartierung. Das Advisory Committee on Antarctic Names benannte sie 1963 nach Amos C. Chick (1801–nach 1870), Zimmerer auf der Sloop USS Vincennes, Flaggschiff der United States Exploring Expedition (1838–1842) unter der Leitung des US-amerikanischen Polarforschers Charles Wilkes.